# Кузнецов, Яков Ефимович
Яков Ефимович Кузнецов (22 октября 1905, с. Симбухово, ныне Пензенская область — 1966, Новосибирск) — советский архитектор, соавтор ряда архитектурных проектов в Новосибирске, член Союза архитекторов СССР.

## Биография
Родился 22 октября 1905 года в селе Симбухово на территории современной Пензенской области. Происходил из крестьянской семьи, с которой в 1918 году переселился в Барнаул. Отец работал строителем.
По комсомольской путёвке приехал в Томск и окончил здесь рабфак (1925). Прошёл вступительные экзамены в Томский технологический институт (строительный факультет). В 1931 году окончил Сибстрин; в 1931—1934 годах учился в аспирантуре этого вуза.
Архитектор Запсибпроекта (1934—1936) и Горстройпроекта (1936—1939).
С 1939 по 1941 год — в составе Красной армии (в новосибирском Военпроекте). Принимал участие в Великой Отечественной войне (октябрь 1941 — май 1944).
В 1944—1955 годах — сотрудник областного отдела по делам архитектуры Новосибирска. В 1955 году пришёл в Новосибгорпроект и с 1958 по 1962 год занимал должность главного архитектора его технического отдела. В 1962 году направлен в Новосибирский Совнархоз.
Похоронен на Заельцовском кладбище (квартал 68).

## Проекты
В 1934—1939 годах в соавторстве проектировал ряд городских объектов: студенческое общежитие Сибстрина, Областную сберегательную кассу, жилое здание «Сибирь на рельсы», комплекс НИВИТа.
Также в составе коллектива участвовал в архитектурном оформлении вокзала Новосибирск-Главный.

## Награды
Удостоен Ордена Красной Звезды.